# Metasequoia foxii
Metasequoia foxii — це вимерлий вид секвої з родини Cupressaceae, описаний з численних скам’янілостей різної стадії росту. Вид відомий виключно з палеоценових відкладень, відкритих у центральній Альберті, Канада.